# Лыткин, Василий Ильич

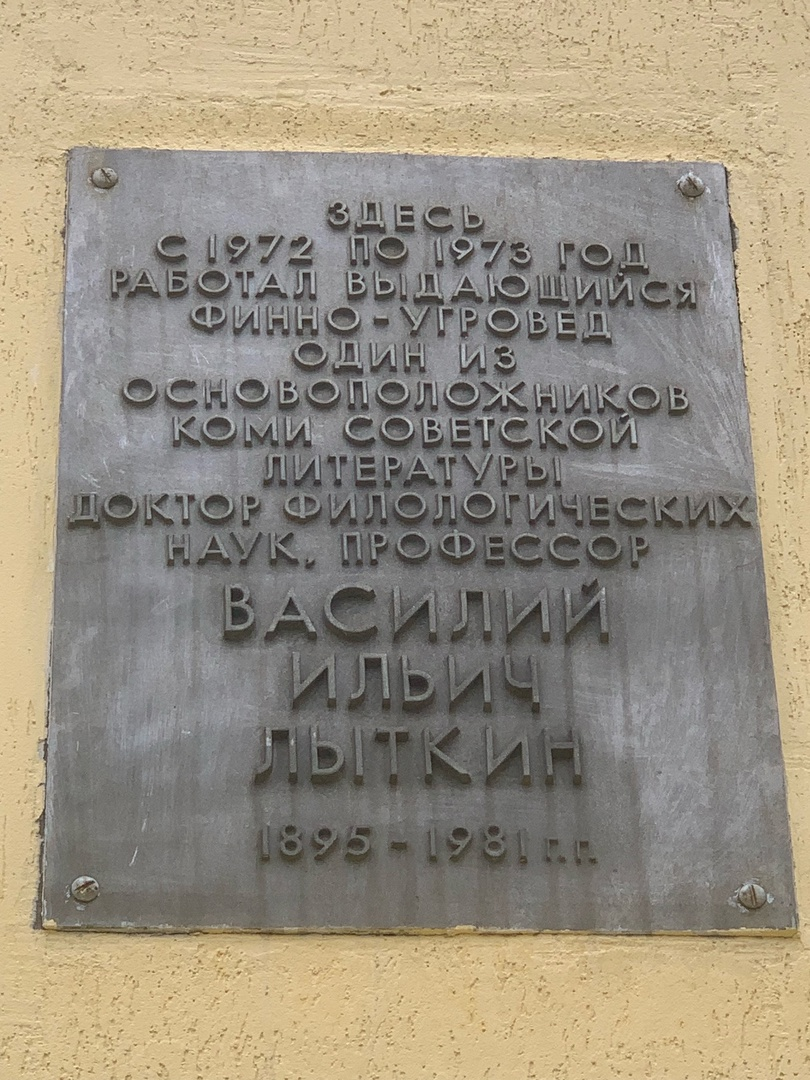
Мемориальная доска Василию Ильичу Лыткину на фасаде здания Института языка, литературы и истории Коми НЦ УрО РАН, 2024

Васи́лий Ильи́ч Лы́ткин (коми Лыткин Илля Вась, Илля Вась; 15 (27) декабря 1895, село Тентюково, близ Усть-Сысольска — 27 августа 1981, Москва) — советский коми поэт, переводчик, лингвист, финно-угровед, доктор филологических наук. Академик Финской АН (1969). Лауреат Государственной премии Коми АССР им. Куратова, заслуженный деятель науки и техники Коми АССР.

## Биография
Учился в Усть-Сысольском городском училище и Тотемской учительской семинарии. В 1918 году были опубликованы первые стихи. После окончания учёбы был мобилизован. Принимал участие сначала в Первой мировой войне, затем в Гражданской войне.
В 1925 году окончил Московский университет, там же окончил аспирантуру. В 1927 году получил учёную степень доктора философии в Будапештском университете.
В 1930—1933 годах работал в МГУ и был одним из первых преподавателей открывшегося в 1932 году Коми пединститута.
В 1933 году был арестован и осуждён на пять лет, которые провёл в Дальлаге. В 1956 году полностью реабилитирован.
В 1946 году за исследование «Древнепермский язык и историческая грамматика» получил степень доктора филологических наук.
В. И. Лыткин в течение 10 лет заведовал сектором финно-угорских языков в Институте языкознания АН СССР.
Член Союза писателей СССР с 1958 года.

## Научная деятельность
Научные исследования в области памятников древнепермской письменности, древнейшей истории коми языка и живых говоров современных пермских языков.
Автор 11 монографий и более 300 научных статей. Среди них:
- Лыткин В. И. Коми писатели. — М., 1926.
- Лыткин В. И. Очерк фонетики коми языка. — М., 1929.
- Лыткин В. И. Древнепермский язык: чтение текстов, грамматика, словарь. — М.: Изд-во АН СССР, 1952. — 176 с. — 1700 экз.
- Лыткин В. И. Диалектологическая хрестоматия по пермским языкам. С обзором диалектов и диалектологическим словарем. Часть I. — М.: Изд-во АН СССР, 1955. — 128 с.
- Лыткин В. И. Историческая грамматика коми языка. Ч. 1. — Сыктывкар, 1957.
- Лыткин В. И. Коми-язьвинский диалект. — М.: Изд-во АН СССР, 1961. — 228 с.
- Коми-русский словарь. / Под ред. В. И. Лыткина. — М.: Государственное издательство иностранных и национальных словарей, 1961. — 924 с. — 11000 экз.
- Лыткин В. И. Краткий этимологический словарь восточнофинских языков: (Финно-угорский фонд): Проспект-макет. / Акад. наук СССР. Ин-т языкознания. — М.: Наука, 1964. — 16 с.
- Лыткин В. И. Исторический вокализм пермских языков. — М.: Наука, 1964. — 270 с.
- Лыткин В. И. Коми-зырянский язык. // Языки народов СССР. Т. 3. Финно-угорские и самодийские языки. — М., 1966.
- Лыткин В. И., Гуляев Е. С. Краткий этимологический словарь коми языка: в 2 ч. / Под ред. В. И. Лыткина. — М.: Наука, 1970. — 355 с.
  - Лыткин В. И., Гуляев Е. С. Дополнения к Краткому этимологическому словарю коми языка. // Коми филология: труды Института языка, литературы и истории Коми филиала АН СССР. Вып. 18. / Отв. ред. Г. Г. Бараксанов. — Сыктывкар: Изд-во Коми фил. АН СССР, 1975. — приложение.
  - Лыткин В. И., Гуляев Е. С. Краткий этимологический словарь коми языка. / Под ред. В. И. Лыткина. — Переизд. с доп. — Сыктывкар: Коми книжное издательство, 1999. — 430 с.

## Писательская деятельность
Автор ряда революционных стихотворений («Великое утро», «Первое мая», «Осенью»), рассказов на темы Гражданской войны, сатирических стихотворений против зырянофобствующей части интеллигенции, поэм, сказок в стихах, стихов для детей.
В 1927 году закончил своё самое большое произведение — поэму «Идут» (коми «Мунöны»), посвящённую героям Гражданской войны в Коми крае.
Занимался переводом на коми язык произведений А. С. Пушкина, Ф. И. Тютчева, Ш. Петёфи, В. В. Маяковского, Д. Бедного, К. И. Чуковского.
Художественные произведения
- Лыткин В. И. Кывбуръяс. — Сыктывкар, 1929.
- Лыткин В. И. Шонді петігöн. — Сыктывкар: Коми небӧг лэдзанін, 1959. — 144 с.

## Награды
- Лауреат Государственной премии Коми АССР им. И. А. Куратова (1971)
- Заслуженный деятель науки и техники РСФСР
- Заслуженный деятель науки и техники Коми АССР (1965)